# Yadanabon
 (mars 2019).
Yadanabon (en birman : ရတနာပုံ သတင်းစာ) est un journal quotidien gouvernemental en Birmanie basé à Mandalay. Le journal publie principalement des informations sur Mandalay et la Haute-Birmanie.